# 海格洛赫
海格洛赫（發音：[ˈhaɪɡɐˌlɔx] ⓘ）是德国巴登-符腾堡州蒂宾根行政区措伦阿尔布县的城市，面积76.44平方千米，2023年12月31日人口为11,044人。